# AEGON Open Nottingham 2016
Die AEGON Open Nottingham 2016 sind ein WTA-Tennisturnier der WTA Tour 2016 für Damen und ein ATP-Tennisturnier der ATP World Tour 2016 für Herren in Nottingham und finden zeitversetzt vom 4. bis 12. Juni 2016 bei den Damen und vom 18. bis 25. Juni bei den Herren statt.

## Herrenturnier
→ Qualifikation: AEGON Open Nottingham 2016/Herren/Qualifikation

## Damenturnier
→ Qualifikation: AEGON Open Nottingham 2016/Damen/Qualifikation